# Dietrich von Nieheim
Dietrich von Nieheim (Nieheim, 1345 körül – Maastricht, 1418. március 22.) latin nyelven író középkori német krónikaíró.

## Élete
A vesztfáliai Nieheimban született 1345 körül. Jogot tanult a Német-római Császárságban, majd Itáliába ment. Később Avignonban telepedett le, ahol XI. Gergely pápa és a Rota Romana (egyházi bíróság) jegyzője lett. 1395-ben IX. Bonifác pápa verdeni püspökké nevezte ki. Mivel azonban Vencel német király nem akarta őt invesztiálni és szigora miatt káptalanjában ellenséges környezet vette körül, fel sem szenteltette magát, hanem otthagyva Verdent, ismét Rómába tért vissza. Keserűségében kezdett el foglalkozni kortörténet- és saját élményeinek megírásával.
Több fontos művet hagyott hátra. Jelentős vallásos könyvei a Liber Cancellariae apostolicae és a Stilus Palatii Abbreviatus. Történelmi munkái közül több elveszett az idők során; megmaradt ugyanakkor a De schismate ('Az egyházszakadásról'). Ez aránylag jó forrásmunka a korszak történetére nézve, bár Nieheim nem sok kritikával kutatott és élt forrásai tekintetében – emellett kiemelt hangsúlyt ad saját keserűsége megörökítésének is. A De schismate folytatása XXIII. János ellenpápa (Vita) és a Nemus unionis címet viselő oklevélgyűjtemény a pisai zsinat történetével kapcsolatban. Privilegia aut jura imperia ('A német birodalom jogai és kiváltságai') címen jogtörténeti munkát, illetve több kisebb röpiratot is írt. Kérdéses eredetű – de valószínűleg Nieheim neváhez köthető – a De modis, a De difficultate unionis és a De necassitate ecclesiae reformationis című iratok. Ez utóbbiban az író az általános (világi és papi személyekre kiterjedő) egyházi reformot sürget. Nieheim fontos forrás a magyar történelemmel kapcsolatban is (Nagy Lajos viszonya az egyházszakadáshoz, Nápolyi Johanna bukása, Kis Károly és fia, László nápolyi király, valamint Luxemburgi Zsigmond egyes tettei, és a nikápolyi csata).